# M5 (天体)
M5 (NGC 5904) は、へび座にある球状星団である。

## 概要
へび座の頭部側にある。形は楕円型であるが、銀河系の重力のためにややゆがんでいる。明るさでは北にある最大の球状星団のM13よりも明るい。北半球で見ることができる最も大きな球状星団はM13であるとされるが、それは写真撮影での話であって、M5の方が肉眼では大きく見えるという人もいる。美しい二重星のへび座5番星の20'北西にある。
目が良い人が暗い星空で見ると、肉眼で確認することができる。存在自体は、双眼鏡でも楽に探し出すことができる。周辺部の星は口径8cmの100倍程度でみえてくるという人もいる。ハーシェルが言っているように、中心部は密集しており、なかなか分離できない。マラスは口径10cmの望遠鏡で見て、その姿を蜘蛛にたとえた。星の列が蜘蛛の足に見える。その足は隣の5番星まで届くという。口径20cmでは中心部の星が見え始める。また、枝分かれした星の流れが渦巻き状に見えすばらしいながめになる。口径30cmでは中心部まで星に分離できる。
地球からの距離は約24,500光年。100,000以上の星からなる。変光星は100個以上発見されており、その多くは周期半日程度のこと座RR型変光星である。年齢は130億年の最古の球状星団の一つと考えられている。

## 観測の歴史
1702年5月5日にゴットフリート・キルヒが妻のマルグレーテと彗星を観測中に発見し、「星雲のような星」と記録した。シャルル・メシエが1764年に「きれいな星雲。星はないと確信する」と記述している。ウィリアム・ハーシェルは1791年に40フィートの望遠鏡でM5を見て「40フィートの望遠鏡で約200個の星を数え、中心部は非常に密集しているので星は見えない」とした。ジョン・ハーシェルは「地面に投げられた、まばらで不規則な雪のつぶてのよう」とした。スミスは「エレガントな星塊。微光天体をさがしあてたあとで、これをみるとすがすがしい気持ちになる。外周の星が各方面に突出して明るく、中心部の集中度はM3にまさっている」とした。ロス卿は「径7'～8'以上。中心部の密集部は約径1'。星の等級は12～15等。沢山の星列が曲線を描いて中心部から派生している」とした。世界最大のヤーキス天文台のクラーク屈折望遠鏡で観察したマリー・プロクターは1924年の自著で「あたかも月に照らされているかのように、やわらかく光る霧のような月明かりを背景に無数の点がきらめいている。…この光景をじっと見ているこの上なく幸福な瞬間。天国をきらりとのぞかせてくれる。」と書いた。